# Phyllonorycter caraganella
Phyllonorycter caraganella là một loài bướm đêm thuộc họ Gracillariidae. Nó được tìm thấy ở vùng Viễn Đông Nga.
Ấu trùng ăn Caragana fruticosa. Chúng ăn lá nơi chúng làm tổ.